# Elecciones presidenciales de Uruguay de 1911
El 1 de marzo de 1911 se realizaron elecciones presidenciales en Uruguaypara elegir al presidente de la república en el período comprendido entre el 1 de marzo de 1911 al 1 de marzo de 1915.
Esta elección se realizó bajo las normas de la constitución de 1830, la cual establecía que el presidente de la república sería elegido mediante votación nominal por todos los miembros de la Asamblea General en una sesión permanente realizada el 1 de marzo, requiriéndose una pluralidad absoluta para ser investido en el cargo.

## Sistema Electoral
El sufragio solo lo ejercían los miembros de la asamblea general. El voto no era secreto, ya que los Diputados y Senadores tenían que firmar su balota.

## Resultados
| Candidato             | Partido             | Votos | %      |
| --------------------- | ------------------- | ----- | ------ |
| José Batlle y Ordóñez | Partido Colorado    | 96    | 98.97  |
| Ricardo Areco         | Partido Colorado    | 1     | 1.03   |
| Ausentes/No votaron   | Ausentes/No votaron | 12    | -      |
| Total                 | Total               | 109   | 100.00 |
| Fuentes:              |                     |       |        |

## Consecuencias
Tras ser electo Presidente, José Batlle y Ordóñez renunció a su cargo de Senador, siendo sustituido por Domingo Arena.